# Hasenmühle (Alzenau)

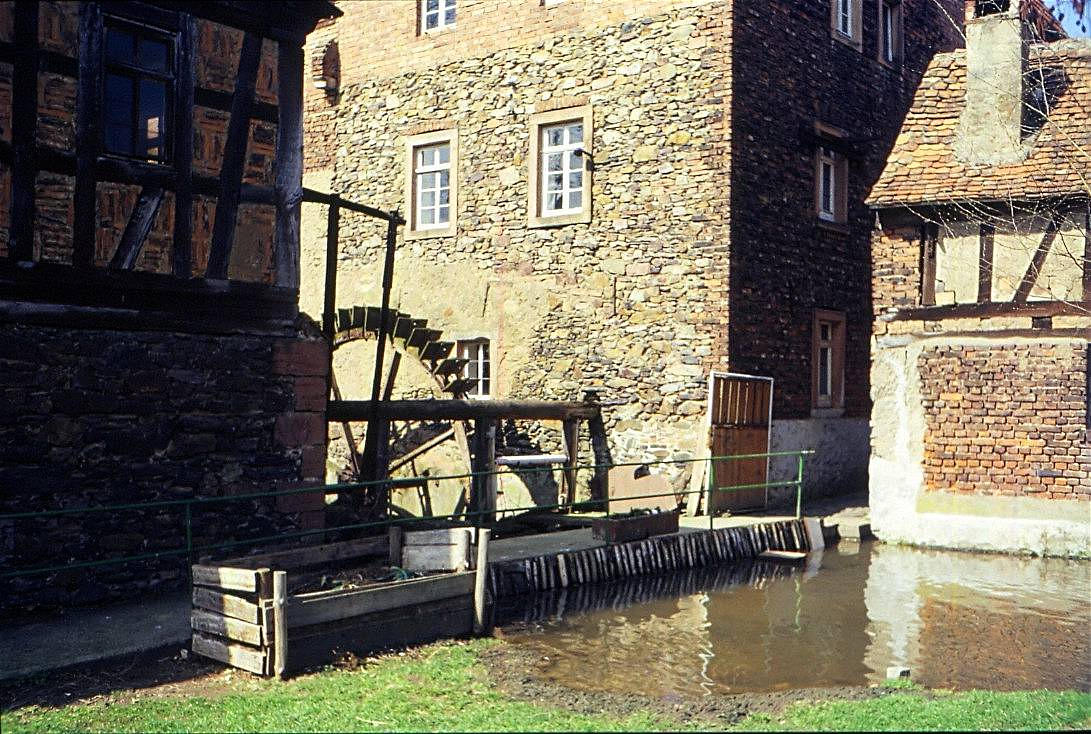
Das Gebäude der Getreidemühle mit Wasserrad (hinten) und der Ölmühle (links) 1985

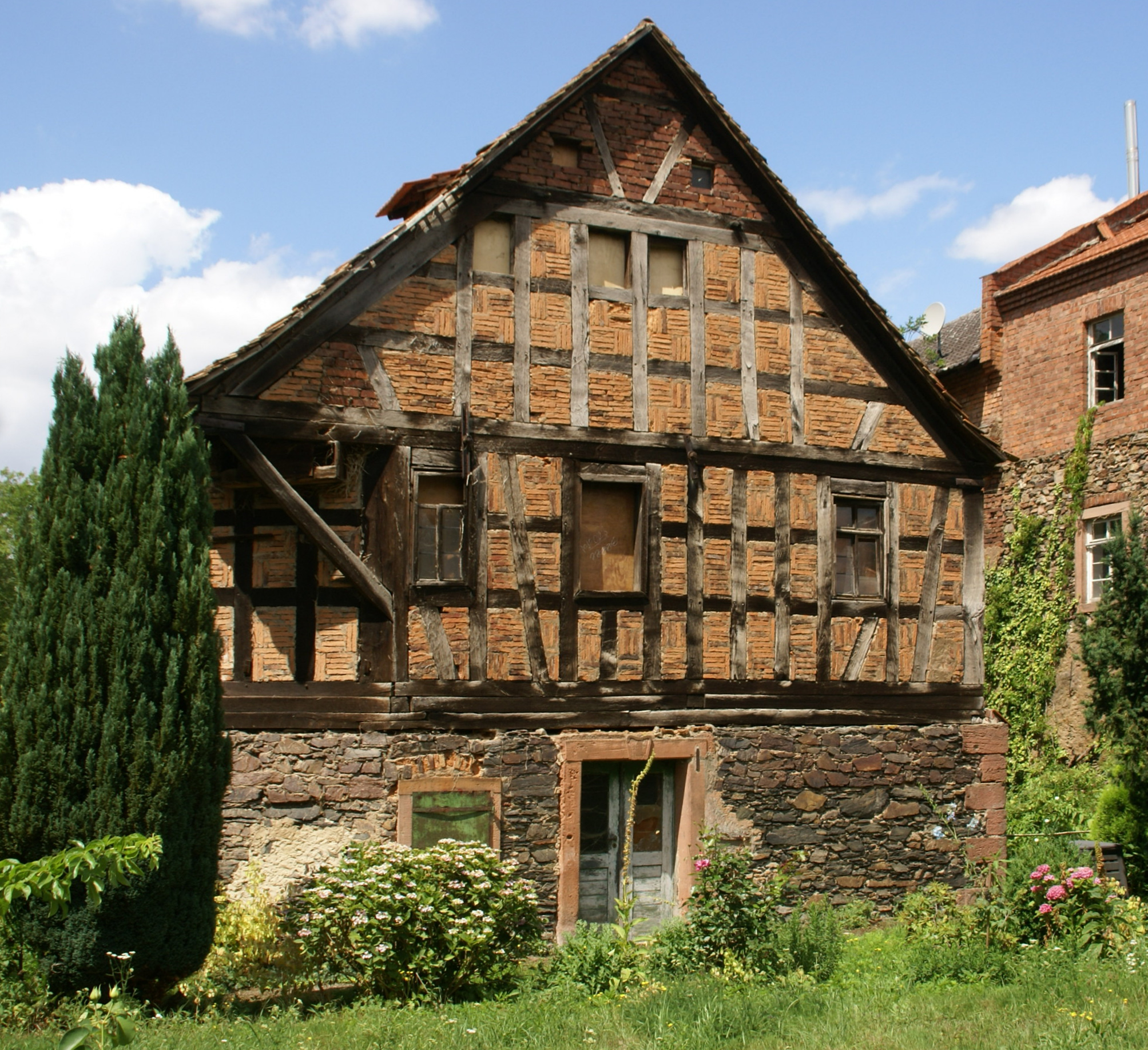
Das Gebäude der Ölmühle Hofmann 2015 (heute Hasenmühle genannt)

Die Hasenmühle war eine Wassermühle in Alzenau und ist Rest eines Mühlenkomplexes von vier Mühlen. Das Gebäude vom 1800/01 steht unter Denkmalschutz.
Der Mühlenkomplex war der älteste der drei Mühlen in Alzenau und war am längsten in Betrieb.
Die erste Mühle auf dem Gelände stammt aus dem Spätmittelalter und hat sich zu einem Mühlenkomplex entwickelt mit zwei Getreide- und zwei Öl-Mühlen. Seit Cornelius de Haase, ein reformierter Flame aus Hanau die Mühle übernahm, war die Bezeichnung in Alzenau als „Dehasische Mahlmühl“ geläufig.

## Geographie
Die Hasenmühle befand sich im unteren Kahlgrund im Stadtzentrum von Alzenau in der Nähe des heutigen Rathauses. Sie wurde vom zu den Wasserrädern abzweigenden Mühlbach angetrieben, einem Arm der Kahl, der an einem etwa 15 m langen, den Fluss stauenden Wehr unterhalb der Kaiser-Ruprecht-Brücke abging. Unmittelbar vor der Ölmühle teilte ein Streichwehr den Mühlbach.
Von der Mühle ist heute nur noch das Gebäude der Ölmühle Hofmann zu sehen, das mittlerweile unter Denkmalschutz (Baudenkmal D-6-71-111-7) steht und nun als „Hasenmühle“ bezeichnet wird.

## Geschichte

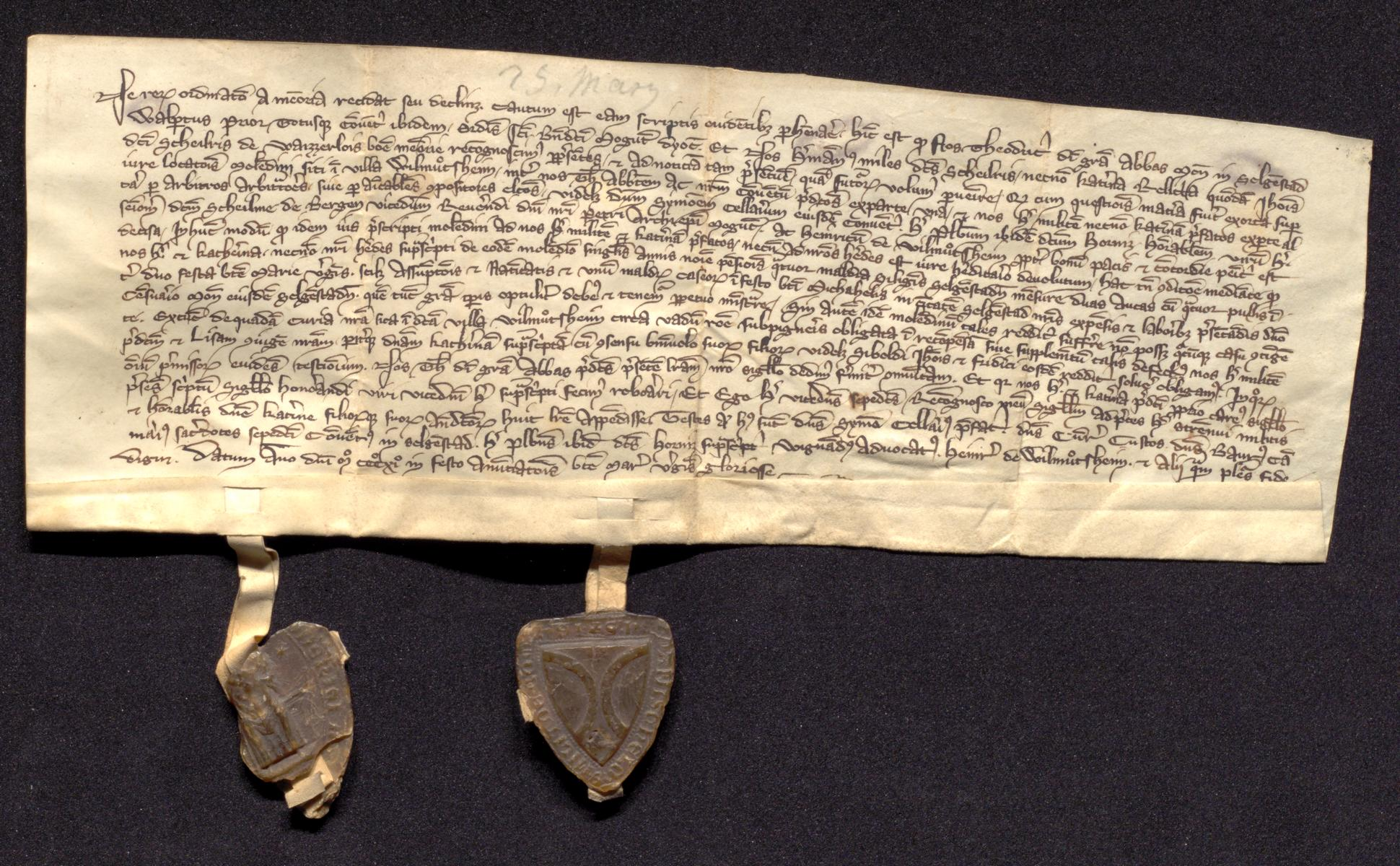
Urkunde vom 25. März 1311 Kloster Seligenstadt

Die Zeitspanne von der Entstehung der „Mühle zu Wilmundsheim“ vor 1311 bis zur Stilllegung des Mühlenkomplexes 1979 und Abriss der Wohn- und Nebengebäude der Getreidemühlen rechts vom Mühlbach 2015 dauerte mehr als 700 Jahre. Familiäre Verhältnisse, regionale und überregionale Ereignisse sowie technische Fortschritte spielen bei der Entwicklung der Mühle eine Rolle und prägen das äußere Bild des Mühlenkomplexes.
Alexander Wolz (Historiker und Archivoberrat, Staatsarchiv Würzburg, www.gda.bayern.de/wuerzburg/) hält die Erforschung der Mühlen generell für die Wirtschaftsgeschichte wichtig und bedeutsam. Dafür ist sei die Hasenmühle in Alzenau ein hervorragendes Beispiel.

### Spätmittelalter
Bei der Ersterwähnung der „Mühle zu Wilmuotsheim“ am 25. März 1311 handelt es sich um die Schlichtung eines schwebenden Streits zwischen der Abtei Seligenstadt und dem Ritter Hermann Schelris (Schelriß) als Betreiber der Mühle. Die Parteien sollten das Urteil der Schlichter über das Zinsrecht und das Erbrecht anerkennen. So wurden die Abgaben an Kloster Seligenstadt und Nutzung der Mühle durch Hermann Schelris und seine Erben als Erbleihmühle besiegelt. Das Geschlecht der Schelriße waren die ersten Lehnsmänner. Es endete nachdem Johann Schelris von Wasserlos als Vogt in Seligenstadt 1504 starb. Erbpächter der Mühle war der Ritter Hermann Schelris.
Dies bedeutet, dass die Mühle und der Mühlbach bereits vor 1311 existierten. Die Mühle ist also wesentlich älter die Burg., das Wahrzeichen von Alzenau.

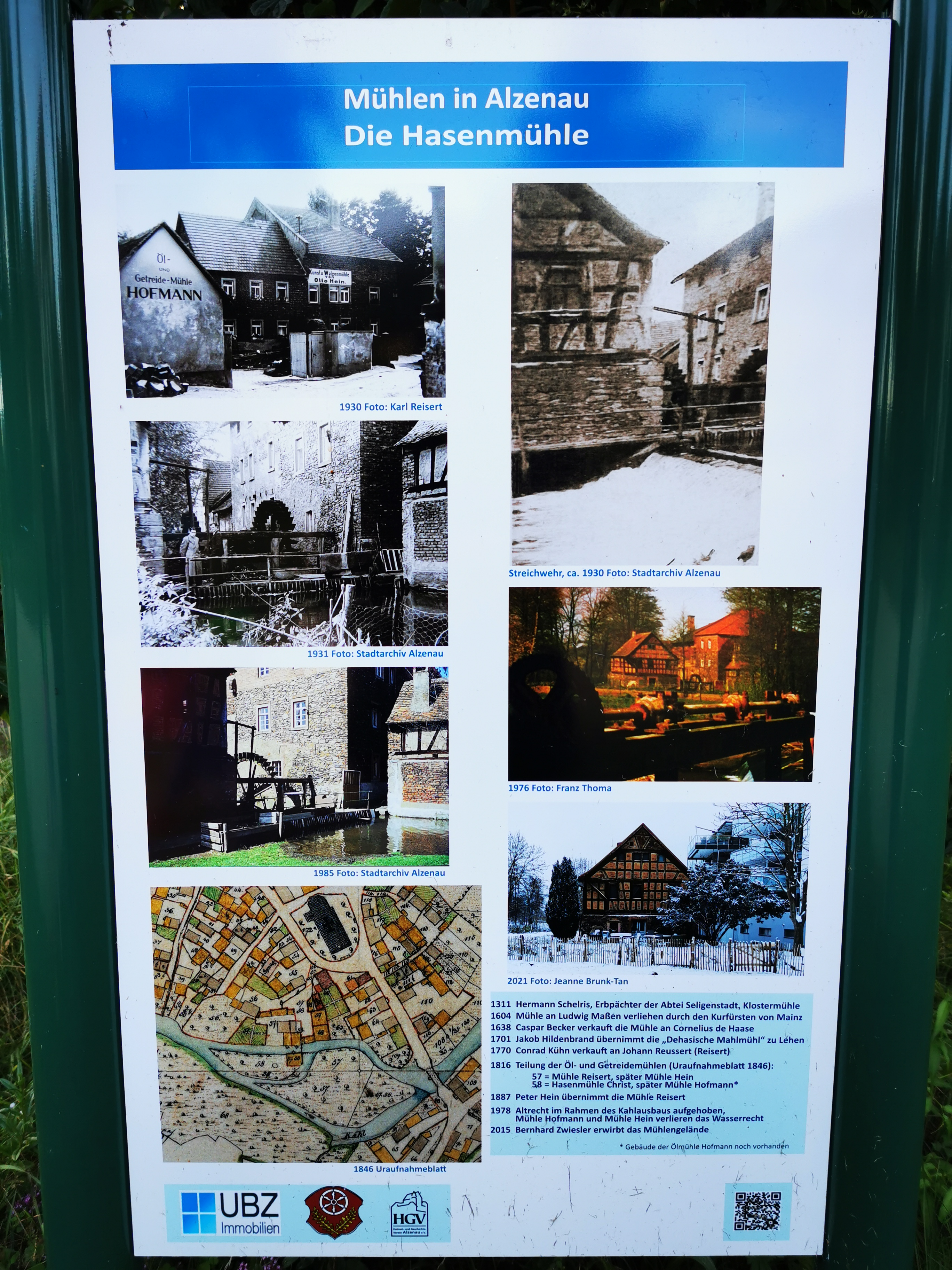
Infotafel am ehemaligen Standort der Hasenmühle

### Neuzeit
Ab 1543 übernahm Müller Siegmund die „Mühle zu Wilmundsheim“ und ab 1588 wurde Ludwig Nestor Müller dieser Mühle. In Alzenau wurden 1548 an drei Standorten Mühlen erwähnt: die „Mühle unterm Schloß“ (Burgmühle), die „Klostermühle“ („Mühl mitten im Dorff“= Hasenmühle) und die „unterste Mühle“ (Habermühle).
Am 1. März 1604 erhielt Ludwig Maßen vom Kurfürst von Mainz die „Mühl mitten im Dorff Alzenau“ zu Lehen. Sie hatte zwei Mahlgänge und einen Ölgang. 1638 verkaufte Caspar Becker den Mühlenkomplex an Cornelius de Haase, der sie am 9. Oktober 1670 als insolvent anmeldete. 1701 übernahm Jakob Hildenbrand die „Dehasische Mahlmühl“. Von 1721 bis 1770 hatte die nun sogenannte „Hasenmühle“ fünf Besitzer. 1770 verkaufte Hans Conrad Kühn die Mühle an Johann Reussert (später Reisert genannt).

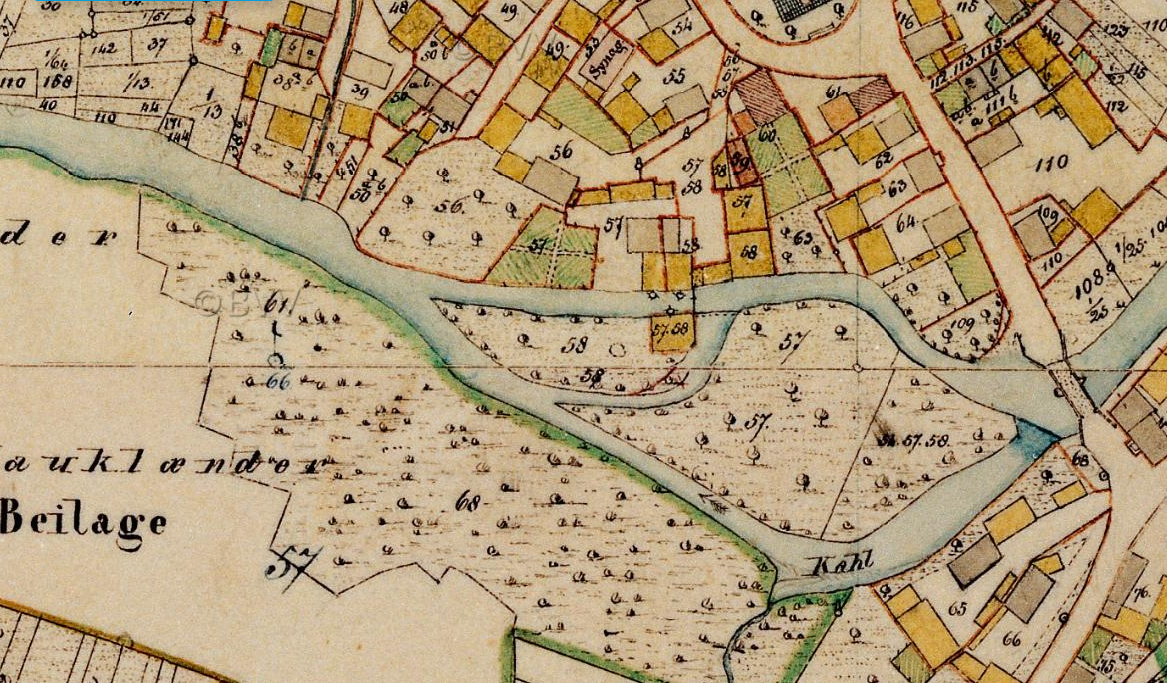
Die Hasenmühle (Bildmitte) in der Uraufnahme von 1846

Auf der anderen Seite des Mühlbaches errichtete die Familie Reisert im Jahr 1800-1801 ein weiteres Gebäude als Gipsmühle. Dieses Baudenkmal besteht noch heute. Im Jahr 1816 wurde es zu einer Ölmühle umgebaut. Zu dieser Zeit drehten sich drei unterschlächtige Wasserräder im Bach.

#### Teilung der Mühle
Michael Reisert hatte zwei Kinder Catharina und Peter. Der Sohn war noch nicht volljährig als sein Vater starb. Catharina heiratete 1816 den Müller Johann Christ aus Gailbach, der von da an die Mühle mitbetrieb. Da beide Kinder an der Mühle interessiert waren, beantragte ihre Mutter Margareta 1816 die Ablösung des Erbleihverbandes. Der Ablösebrief wurde vom Königlich Bayerischen Rentamt beurkundet und genehmigt. Die Mühle ist jetzt keine Erbleihmühle mehr. Die Hasenmühle war nun kein Lehen mehr und die erblichen Besitzer als Eigentümer waren jetzt frei von Lehnspflichten. Daraufhin wurden 1816 der Mühlenkomplex und das Anwesen geteilt: Das Gebäude mit der Hausnummer 57 war die Hasenmühle Reisert, die Hausnummer 58 die Hasenmühle Christ. Es wurde hinter dem bereits bestehenden Ölmühlengebäude eine zweite Ölmühle angebaut. Beide Mühlen hatten also gegenüberliegend auf der anderen Seite des Mühlbachs je eine Ölmühle und eine Getreidemühle. So gab es im 19. Jahrhundert auf dem Gelände insgesamt vier Mühlen.

### Moderne

#### Wasserkraft durch Kohle ersetzt

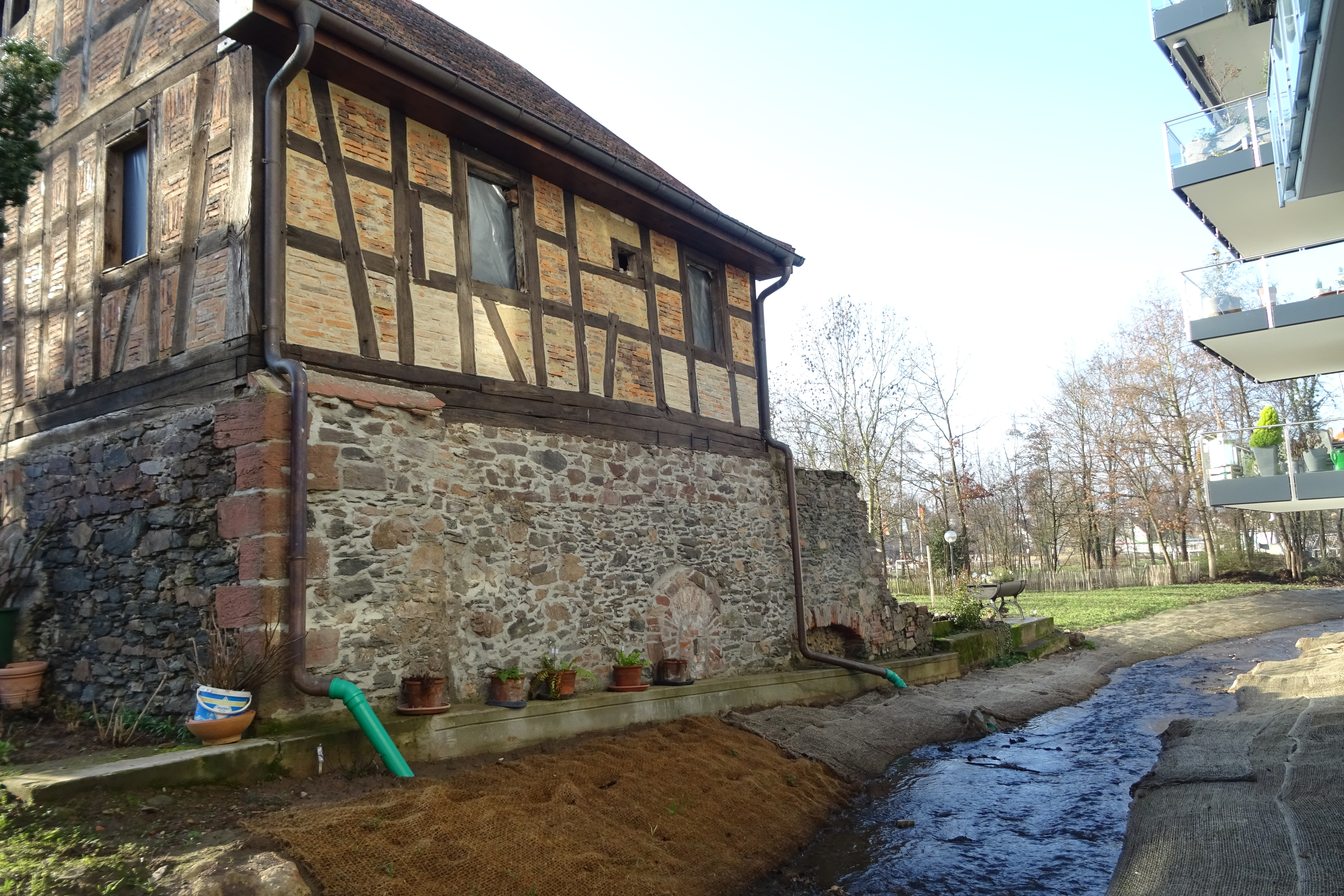
Mühlbach mit ehemaliger Ölmühle Hofmann im Vordergrund und direkt dahinten Reste der Ölmühle Hein, 2021

Im 19. Jahrhundert wurde die Hasenmühle Reisert modernisiert. Theodor Reisert baute 1857 eine Dampfmaschine ein und  errichtete einen 20 m hohen Schornstein. Die Umstellung von Wasserkraft auf Dampf war auf Dauer unrentabel, da Kohle von Kahl mit Pferdefuhrwerken nach Alzenau transportiert werden musste. 1865 verkaufte Theodor Reisert seine Mühlenhälfte an Friedrich Fellner. 1882 wurden die Gebrüder Zang als Besitzer genannt. Peter Josef Hein wurde 1887 Betreiber der Mühle und dessen Familie blieb bis zur Stilllegung im Besitz der Mühlenhälfte.

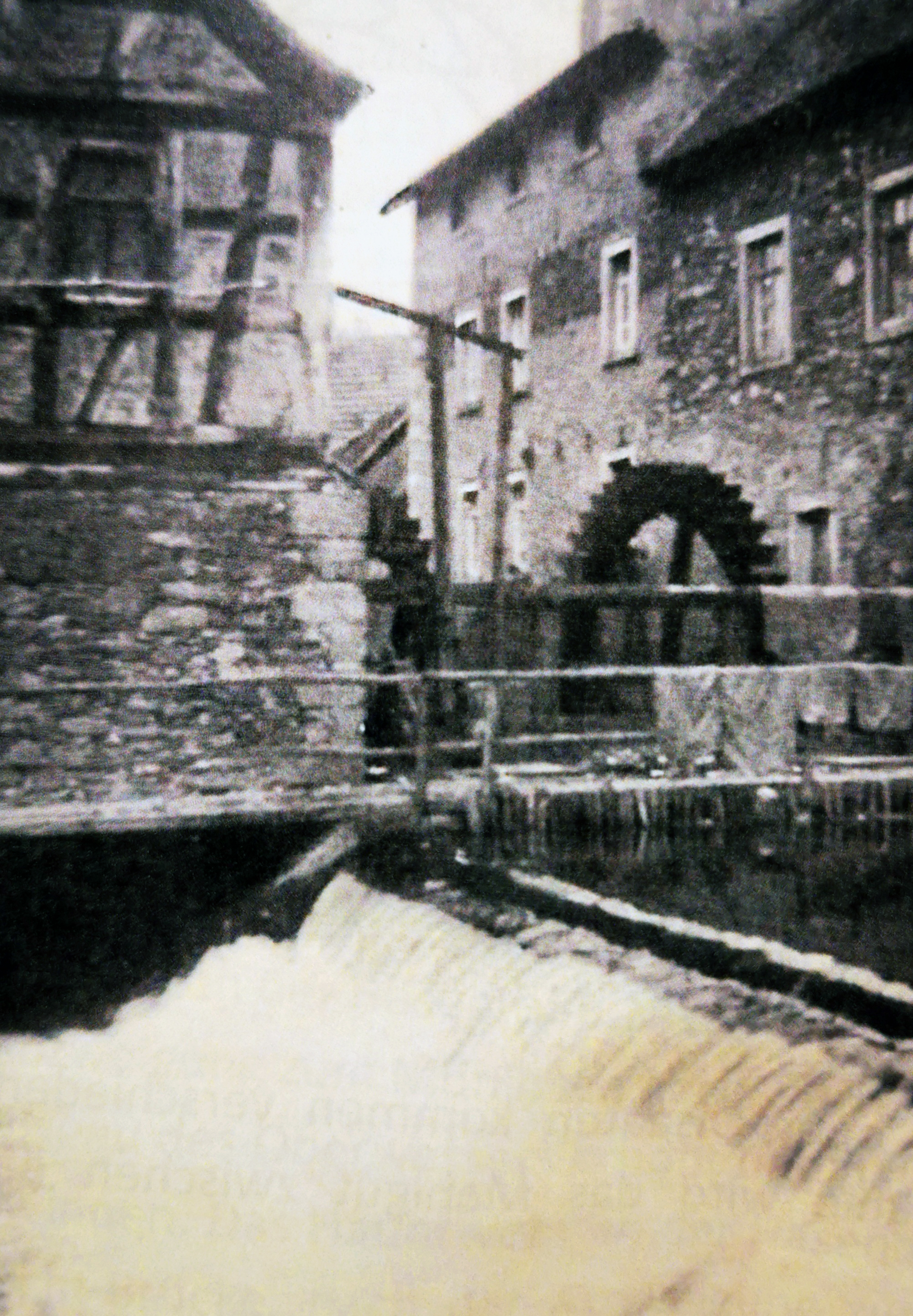
Hasenmühle etwa 1930

Die Hasenmühle Christ wurde im 19. Jahrhundert kaum modernisiert. So blieben Wasserrad und Mühlstein bis zur Stilllegung in Betrieb. Am 30. März 1829 tauschten Johann und Catharina Christ ihre Hälfte der Hasenmühle mit Adam Bambeck († 1854), dem Müller der Burgmühle. Joseph Christ, der Sohn von Johann und Catharina, erwarb vermutlich die Mühlenhälfte von Adam Bambeck zurück. Nach dem Tod von Joseph Christ übernahm sein Schwiegersohn Georg Joseph Leeb aus Kleinwallstadt 1882 den Betrieb. 1883 bekam jedoch Christs anderer Schwiegersohn Wilhelm Hofmann Senior aus der Sandmühle bei Kahl am Main die Hälfte der Mühle. Die Hasenmühle Christ wurde zur Mühle Hofmann.

#### Nutzung von Wasserkraft, Anfänge der Elektrifizierung
Im Rahmen der Industrialisierung wurde der Betrieb der Mühlen durch den technischen Fortschritt beeinflusst. In der Mühle Hein wurde 1930 eine Wasserturbine eingebaut und die Mühlsteine durch einen Walzenstuhl ersetzt. Mühle Hein entwickelte sich als Kleinunternehmen zu einer Kunst- und Walzenmühle.
Das erste Kino in Alzenau nutzte Strom von der Mühle Hein. Wenn der Film langsamer lief, musste der Rechen im Mühlbach vom Laub gesäubert werden.

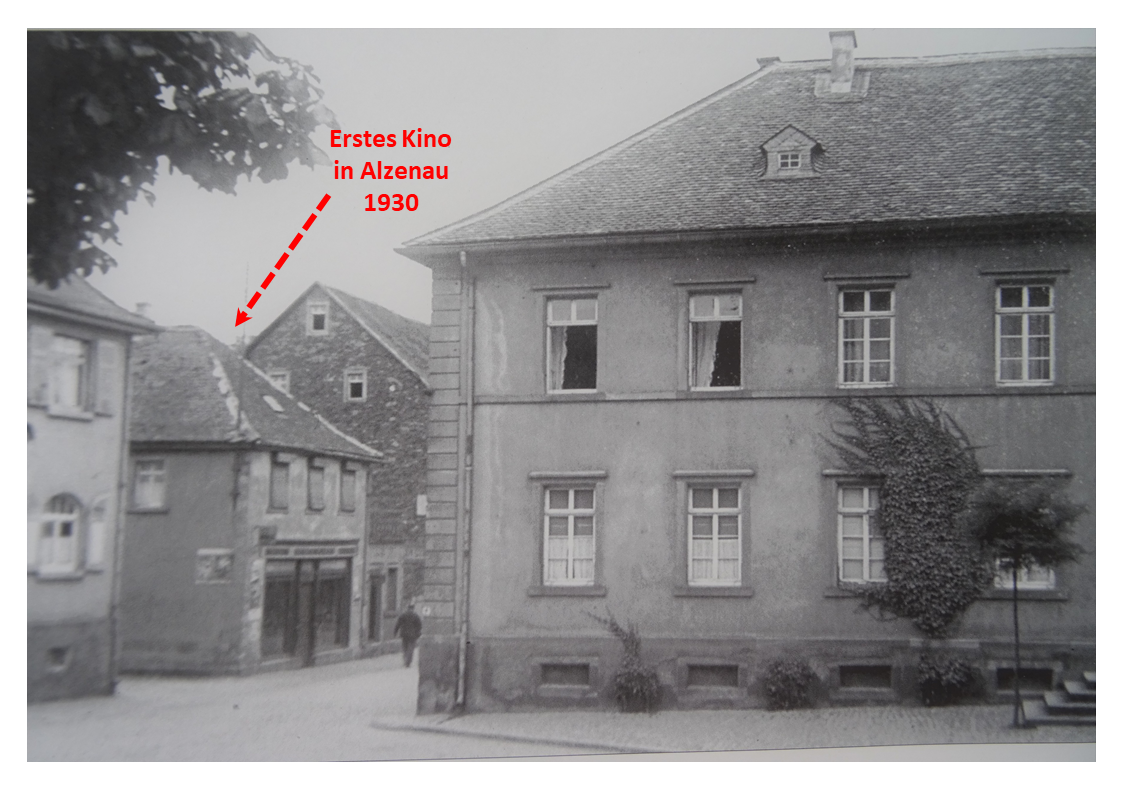
Von links nach rechts: Teil des alten Rathauses, dahinter Geschäft von Ferdinand Manko, im Rückgebäude war das erste Kino in Alzenau, rechts: Bezirksamt

Der andere Teil der Mühle wurde weiter konventionell betrieben mit Wasserrädern und Mühlsteinen. Zum Schluss blieb Mühle Hofmann ein Handwerksbetrieb. Später ersetzte Wilhelm Hofmann Junior in seiner Getreidemühle die Mühlsteine durch einen Walzenstuhl, um die Qualität des Mahlproduktes zu verbessern.<youTube letzter Müller>

#### Stilllegung
Öl- und Mehlfabriken als Großunternehmer tragen im 20. Jh. zum Mühlensterben bei. Der Hasenmühlenkomplex wurde nicht verschont und wurde 1979 stillgelegt.

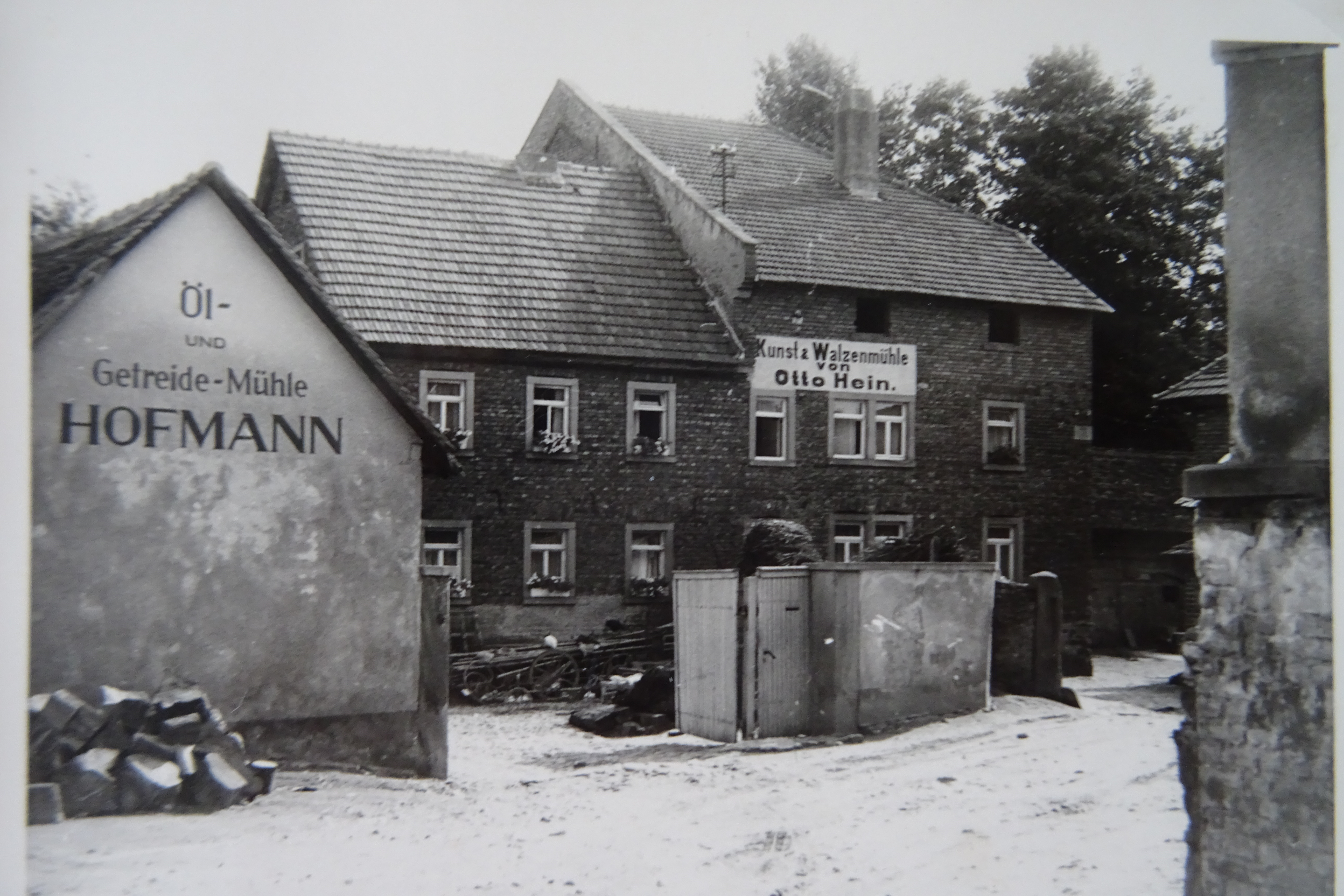
Öl- und Getreide-Mühle Hofmann und Kunst- und Walzenmühle Otto Hein in Alzenau, 1930

Der Hasenmühlenkomplex war zum Schluss im Besitz der Familien Hein und Hofmann. Bis 1976 blieb die Kunst- und Walzenmühle Hein in Betrieb. Seine Ölmühle musste schon Anfang der 1960er Jahre wegen Baufälligkeit abgerissen werden. Sie grenzte an die westliche Mauer der jetzigen Hasenmühle an. Mit dem Ausbau der Kahl im Jahr 1979 verlor die Hasenmühle ihre Wasserrechte. Dadurch erlosch das Recht zum Aufstauen der Kahl und Nutzen der Wasserkraft. Die Mühle Hofmann wurde im März 1979 stillgelegt.
Im Rahmen der Hochwasserfreilegung des Stadtkerns Alzenau 1981-1986 und Kahlsanierung wurden die Wehre beseitigt und der Fluss ab der Burgmühle tiefer gelegt. Der Mühlbach der Hasenmühle sollte verschüttet werden, was vom Heimathistorischen Arbeitskreis verhindert werden konnte. Die Zuleitung erfolgte von da ab unterirdisch über ein Rohr. Die Einleitung zu diesem Rohr befindet sich am Burgparkplatz in Höhe Mars des Planetenweges in Alzenau. Die Durchflussmenge war unzureichend, um die Wasserräder der Hasenmühle über längere Zeit anzutreiben. Bis 1985 wurden sie zu Demonstrationszwecken gelegentlich in Betrieb genommen.

### Das 21. Jahrhundert

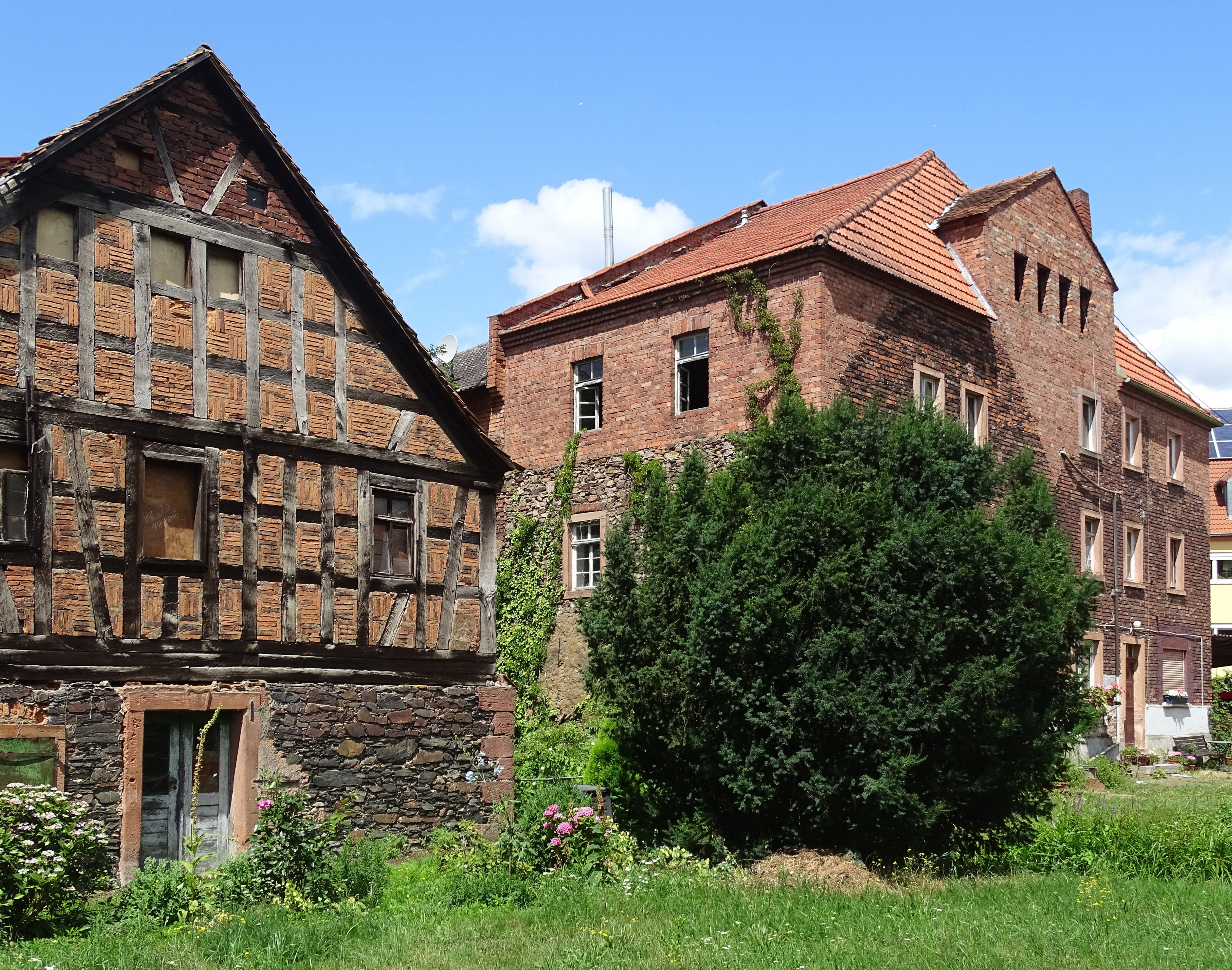
Die Gebäude der Ölmühle (links) und der Getreidemühle (rechts) von Mühle Hofmann, 2015

Ein Teil des Kahltal-Spessart-Radwanderweges ab Entengasse bis Kaiser-Ruprecht-Brücke in Alzenau war Gelände der Mühle Hein und Mühle Hofmann. Die Stadt Alzenau erwarb im Jahr 2013 die Mühlbachwiese. Von Familie Hein und Familie Hofmann kaufte 2015 ein Immobilienunternehmer deren Gelände mit Gebäuden, Mühlen und Mühlbach. Auf der rechten Seite des Mühlbachs wurde nach Abriss sämtlicher Wohn- und Nebengebäude ein Bauplatz geschaffen, um den Wohnpark „Alte Hasenmühle“ mit 18 Eigentumswohnungen zu errichten. Das Mühleninventar wurde im gleichen Jahr weiter gegeben und findet sich heute in der Windmühle „de Wielewaal“ in Beneden-Leeuwen (Niederlande) und der Wassermühle „Herkermolen“ in Herk-de-Stad (Belgien) wieder. Vorübergehend wurde der Wasserlauf im Mühlbach stillgelegt. Das Gelände auf der linken Seite des Mühlbachs mit der ehemaligen Ölmühle Hofmann (heute Hasenmühle) ist kein Bauland. Die Hasenmühle steht unter Denkmalschutz. An ihr wurden im Jahr 2015 die Fassade renoviert und 2016 Dachstuhl und Ziegel erneuert sowie baufällige Teile des Innenraumes gesichert. Im Jahr 2020 wurde der Mühlbach renaturiert und wieder aktiviert.

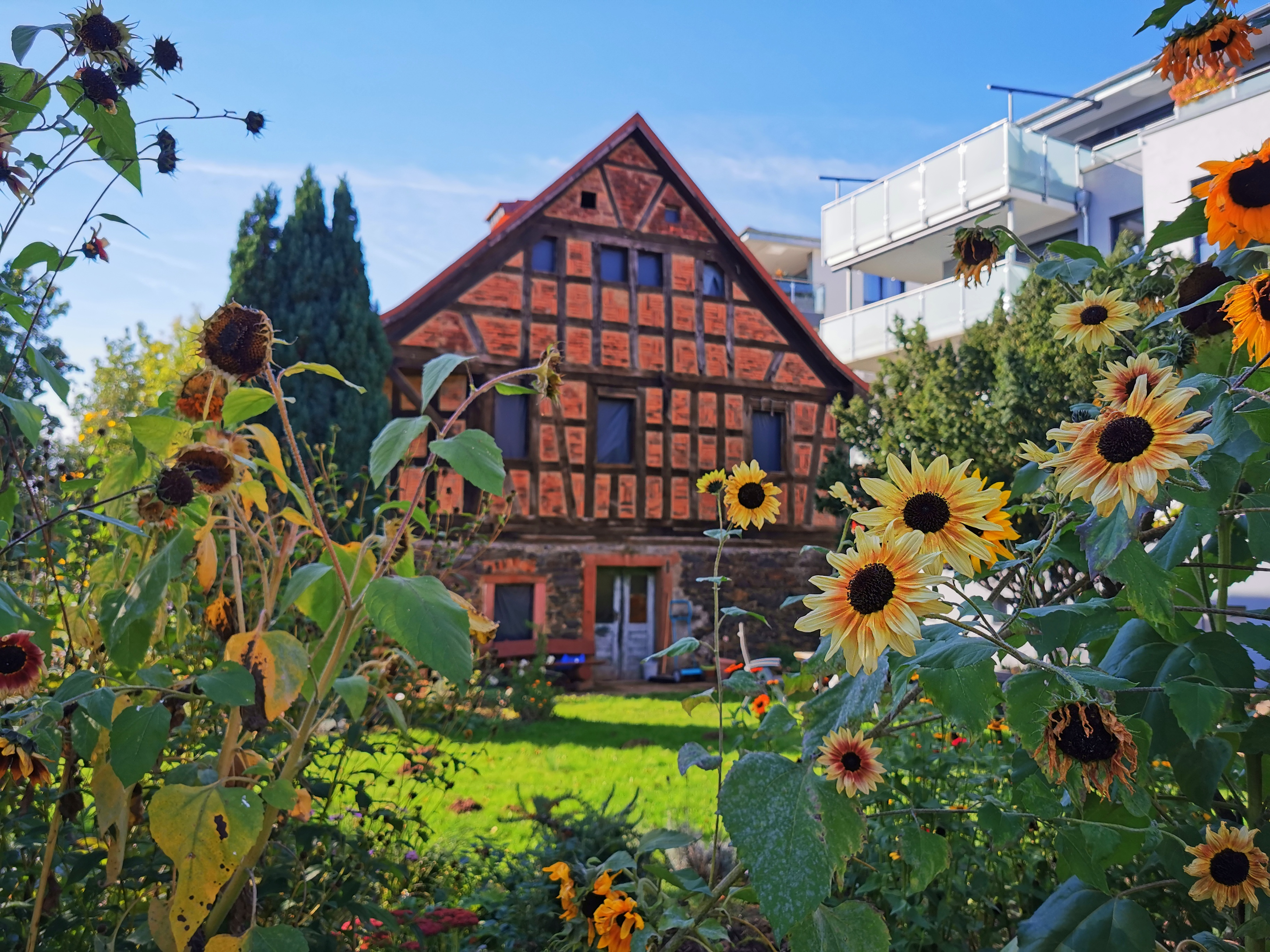
Hasenmühle und Ziergarten 2021

Das Gelände ist als Retentionsgebiet für eine mögliche Überschwemmung der Kahl vorgesehen. Im Jahr 2019 entsteht der Hasenmühlen-Garten, ein zertifizierter Naturgarten als Gemeinschaftsgarten der Bewohner des Wohnparks „Alte Hasenmühle“. Neben den Nutz- und Zierpflanzen sind botanische und kulinarische Raritäten zu finden. Einige Pflanzenarten sind vom Aussterben bedroht oder historisch bedeutend.